# Andrew Mangiapane
Andrew Mangiapane, född 4 april 1996, är en kanadensisk professionell ishockeyforward som spelar för Edmonton Oilers i NHL.
Han har tidigare spelat på NHL-nivå för Calgary Flames och Washington Capitals samt för Stockton Heat i American Hockey League (AHL) och Barrie Colts i Ontario Hockey League (OHL).
Mangiapane draftades av Calgary Flames i sjätte rundan i 2015 års draft som 166:e spelare totalt.

## Statistik
| 2011–2012  | Mississauga Senators U16  | GTHL       | 46  | 22  | 17  | 39  | 44  | —  | —  | —  | —  | —  |
| 2012–2013  | Toronto Jr. Canadiens U18 | GTHL       | 32  | 14  | 22  | 36  | 22  | 7  | 5  | 2  | 7  | 8  |
|            | Toronto Jr. Canadiens     | OJHL       | 4   | 0   | 0   | 0   | 2   | —  | —  | —  | —  | —  |
| 2013–2014  | Barrie Colts              | OHL        | 68  | 24  | 27  | 51  | 28  | 11 | 2  | 5  | 7  | 8  |
| 2014–2015  | Barrie Colts              | OHL        | 68  | 43  | 61  | 104 | 54  | 9  | 6  | 4  | 10 | 12 |
| 2015–2016  | Barrie Colts              | OHL        | 59  | 51  | 55  | 106 | 50  | 15 | 10 | 11 | 21 | 14 |
| 2016–2017  | Stockton Heat             | AHL        | 66  | 20  | 21  | 41  | 64  | 5  | 1  | 2  | 3  | 2  |
| 2017–2018  | Calgary Flames            | NHL        | 10  | 0   | 0   | 0   | 2   | —  | —  | —  | —  | —  |
|            | Stockton Heat             | AHL        | 39  | 21  | 25  | 46  | 20  | —  | —  | —  | —  | —  |
| 2018–2019  | Calgary Flames            | NHL        | 44  | 8   | 5   | 13  | 12  | 5  | 1  | 0  | 1  | 0  |
|            | Stockton Heat             | AHL        | 15  | 9   | 8   | 17  | 20  | —  | —  | —  | —  | —  |
| 2019–2020  | Calgary Flames            | NHL        | 68  | 17  | 15  | 32  | 18  | 10 | 2  | 3  | 5  | 6  |
| 2020–2021  | Calgary Flames            | NHL        | 56  | 18  | 14  | 32  | 24  | —  | —  | —  | —  | —  |
| 2021–2022  | Calgary Flames            | NHL        | 82  | 35  | 20  | 55  | 38  | 12 | 3  | 3  | 6  | 10 |
| 2022–2023  | Calgary Flames            | NHL        | 11  | 2   | 2   | 4   | 2   | —  | —  | —  | —  | —  |
| NHL totalt | NHL totalt                | NHL totalt | 271 | 80  | 56  | 136 | 96  | 27 | 6  | 6  | 12 | 16 |
| AHL totalt | AHL totalt                | AHL totalt | 120 | 50  | 54  | 104 | 104 | 5  | 1  | 2  | 3  | 2  |
| OHL totalt | OHL totalt                | OHL totalt | 195 | 118 | 143 | 261 | 132 | 35 | 18 | 20 | 38 | 34 |

### Internationellt
| Källa: Uppdaterad: 2022-11-09 | Källa: Uppdaterad: 2022-11-09 | Källa: Uppdaterad: 2022-11-09 |         | Utv = Utvisningsminuter | Utv = Utvisningsminuter | Utv = Utvisningsminuter | Utv = Utvisningsminuter | Utv = Utvisningsminuter |
| År                            | Lag                           | Mästerskap                    | Matcher | Mål                     | Assists                 | Poäng                   | Utv                     |                         |
| ----------------------------- | ----------------------------- | ----------------------------- | ------- | ----------------------- | ----------------------- | ----------------------- | ----------------------- | ----------------------- |
| 2021                          | Kanada                        | VM                            | 7       | 7                       | 4                       | 11                      | 0                       |                         |
| Senior totalt                 | Senior totalt                 | Senior totalt                 | 7       | 7                       | 4                       | 11                      | 0                       |                         |